# Bam, Iran
Bam (tiếng Ba Tư: بم) là thành phố thủ phủ của huyện Bam, tỉnh Kerman, Iran. Theo điều tra dân số năm 2016, Bam có 127.396 người. Toàn bộ thành phố Bam hiện đại ngày nay bao quanh thành cổ Bam (Arg e Bam). Trước trận động đất năm 2003, dân số chính thức của thành phố là 43.000 người. Có nhiều ý kiến khác nhau về lý do và thời gian thành lập ra thành phố. Về kinh tế và thương mại, Bam chiếm một vị trí rất quan trọng trong khu vực và nổi tiếng với hàng dệt may. Ibn Hawqal (943-977), là nhà địa lý và du khách Ả Rập đã viết về Bam trong cuốn sách của ôngSurat-ul-`ard như sau:
Ở đó, họ dệt vải bông tuyệt đẹp và bền để đưa đến khắp nơi trên thế giới. Ở đó, họ cũng làm ra những bộ quần áo tuyệt đẹp, mỗi chiếc có giá khoảng 30 dinar; những thứ này được bán ở Khorasan, Iraq và cả Ai Cập.
Thành cổ Bam có lịch sử khoảng 2000 năm trước, trong khoảng thời gian đế quốc Parthia (năm 248 TCN đến năm 224 sau CN), nhưng hầu hết các tòa nhà được xây dựng vào triều đại Safavid. Thành phố bị bỏ hoang phần lớn là do cuộc xâm lược Afghanistan năm 1722. Sau khi thành phố dần được tái định cư, nó đã bị bỏ hoang lần thứ hai do một cuộc tấn công của quân xâm lược từ Shiraz. Nó cũng được sử dụng trong một thời gian như một doanh trại quân đội.
Thành phố hiện đại Bam đã dần phát triển thành một trung tâm cả về công lẫn nông nghiệp, và cho đến trước khi trận động đất năm 2003 xảy ra, thành phố trải qua sự phát triển nhanh chóng. Đặc biệt, thành phố được biết đến với chà là và trái cây, được trồng và tưới tiêu bởi một mạng lưới các Qanat đáng kể. Bam cũng được hưởng lợi từ du lịch, với số lượng du khách ghé thăm thành cổ ngày càng tăng trong những năm gần đây.

## Động đất Bam 2003

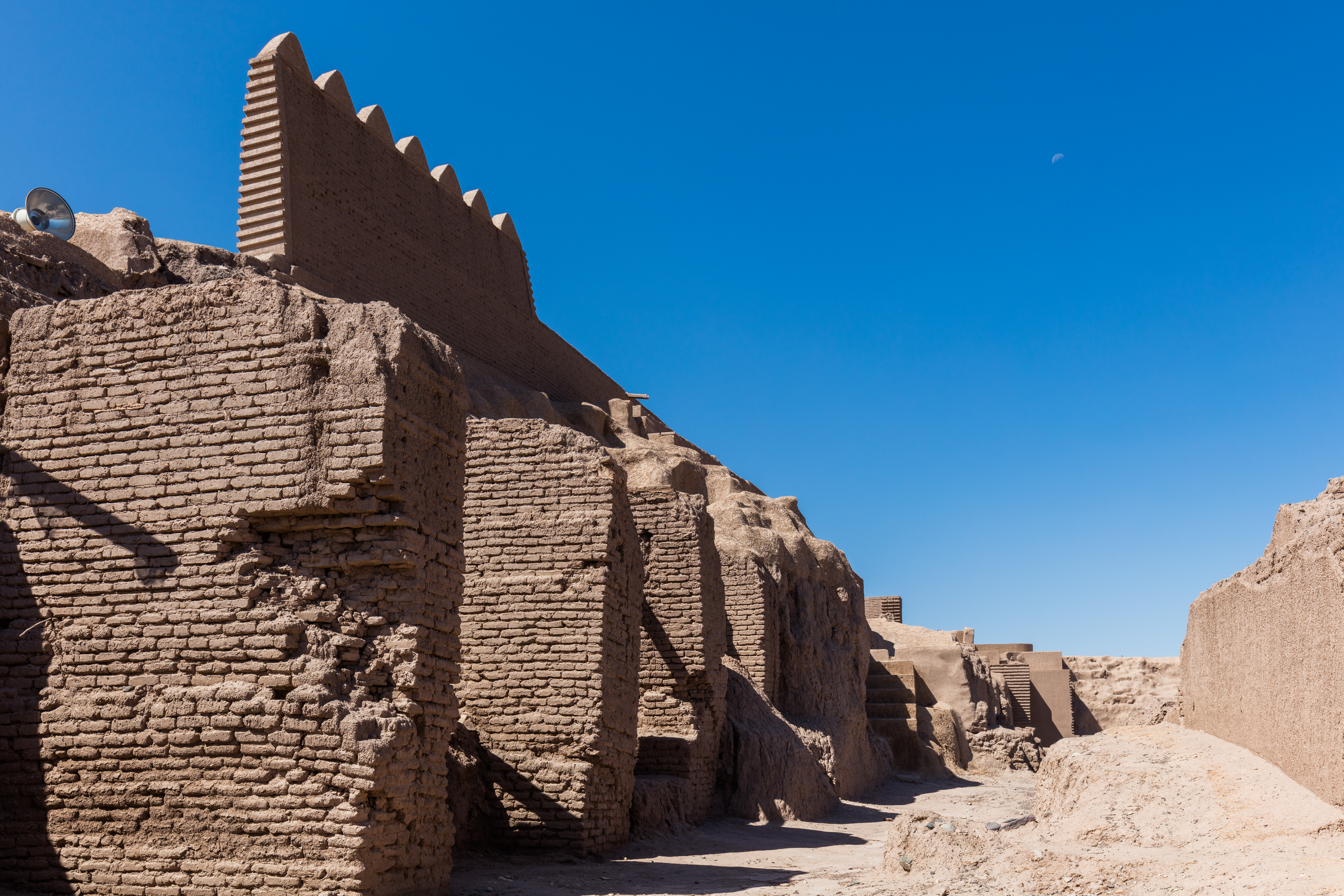
Bam năm 2016

Trận động đất Bam năm 2003 xảy ra ở Bam và xung quanh thuộc tỉnh Kerman, phía đông nam Iran vào lúc 5:26 sáng giờ địa phương, ngày 26 tháng 12 năm 2003. Theo ước tính của Cục Khảo sát Địa chất Hoa Kỳ, cường độ của trận động đất là 6,6 theo thang độ lớn mô men (Mw). Trận động đất đặc biệt tàn phá nhà cửa với số người thiệt mạng lên tới 26.271 người và khiến hơn 30.000 người bị thương. Ảnh hưởng của trận động đất và thiệt hại càng trở nên trầm trọng hơn khi thành phố chủ yếu bao gồm các tòa nhà xây từ gạch bùn, nhiều trong số đó không tuân thủ các quy định về phòng tránh động đất và hầu hết khoảng thời gian đó, người dân trong thành phố đều đang ở trong nhà ngủ.
Do trận động đất, quan hệ giữa Hoa Kỳ và Iran dịu hơn. Sau trận động đất, Chính phủ Hoa Kỳ đề nghị hỗ trợ nhân đạo trực tiếp cho Iran và đổi lại, nhà nước Iran hứa sẽ tuân thủ thỏa thuận với Cơ quan Năng lượng Nguyên tử Quốc tế (IAEA), tổ chức hỗ trợ giám sát về quá trình hạt nhân tại đây. Tổng cộng có 44 quốc gia thông báo sẽ gửi nhân sự đến để hỗ trợ các hoạt động cứu trợ và 60 quốc gia cung cấp viện trợ cứu trợ.

## Phục hồi
Ngay sau trận động đất năm 2003, chính phủ Iran bắt đầu lên kế hoạch về một thành phố mới dựa trên lý thuyết kiểm soát dân số nhằm loại bỏ các vấn đề tồn tại ở thành phố cũ. Việc xây dựng kế hoạch mất ít nhất sáu tháng và dẫn đến những phản đối đáng kể chống lại chính quyền bởi những người sống sót sau trận động đất. Tuy nhiên, Tehran vẫn tiếp tục kế hoạch và hiện tại thành phố đang được xây dựng lại. Thành cổ Bam cũng đang được xây dựng lại với sự hỗ trợ đặc biệt từ Bộ Văn hóa và đội ngũ tới từ các trường đại học Nhật Bản. Trận động đất là một thảm kịch kìm hãm sự phát triển của Bam, đặc biệt là khoảng một nửa cư dân của thành phố đã thiệt mạng và phần lớn còn lại bị thương và vẫn chưa hết sợ hãi những gì đã trải qua. Thiệt hại của trận động đất được ước tính khoảng từ 0,7 đến 1 tỷ đôla Mỹ.

## Khí hậu
Theo phân loại khí hậu Köppen, thành phố có khí hậu sa mạc với mùa hè dài, nóng nực trong khi mùa đông ngắn và ôn hòa. Lượng mưa trung bình hàng năm của thành phố chỉ đạt 60 mm.
| Dữ liệu khí hậu của Bam ở độ cao 1067 mét (1956–2010)                                             | Dữ liệu khí hậu của Bam ở độ cao 1067 mét (1956–2010) | Dữ liệu khí hậu của Bam ở độ cao 1067 mét (1956–2010) | Dữ liệu khí hậu của Bam ở độ cao 1067 mét (1956–2010) | Dữ liệu khí hậu của Bam ở độ cao 1067 mét (1956–2010) | Dữ liệu khí hậu của Bam ở độ cao 1067 mét (1956–2010) | Dữ liệu khí hậu của Bam ở độ cao 1067 mét (1956–2010) | Dữ liệu khí hậu của Bam ở độ cao 1067 mét (1956–2010) | Dữ liệu khí hậu của Bam ở độ cao 1067 mét (1956–2010) | Dữ liệu khí hậu của Bam ở độ cao 1067 mét (1956–2010) | Dữ liệu khí hậu của Bam ở độ cao 1067 mét (1956–2010) | Dữ liệu khí hậu của Bam ở độ cao 1067 mét (1956–2010) | Dữ liệu khí hậu của Bam ở độ cao 1067 mét (1956–2010) | Dữ liệu khí hậu của Bam ở độ cao 1067 mét (1956–2010) |
| Tháng                                                                                             | 1                                                     | 2                                                     | 3                                                     | 4                                                     | 5                                                     | 6                                                     | 7                                                     | 8                                                     | 9                                                     | 10                                                    | 11                                                    | 12                                                    | Năm                                                   |
| ------------------------------------------------------------------------------------------------- | ----------------------------------------------------- | ----------------------------------------------------- | ----------------------------------------------------- | ----------------------------------------------------- | ----------------------------------------------------- | ----------------------------------------------------- | ----------------------------------------------------- | ----------------------------------------------------- | ----------------------------------------------------- | ----------------------------------------------------- | ----------------------------------------------------- | ----------------------------------------------------- | ----------------------------------------------------- |
| Cao kỉ lục °C (°F)                                                                                | 30.0 (86.0)                                           | 33.2 (91.8)                                           | 38.0 (100.4)                                          | 39.6 (103.3)                                          | 44.6 (112.3)                                          | 47.6 (117.7)                                          | 46.6 (115.9)                                          | 47.0 (116.6)                                          | 43.6 (110.5)                                          | 40.0 (104.0)                                          | 34.2 (93.6)                                           | 32.0 (89.6)                                           | 47.6 (117.7)                                          |
| Trung bình ngày tối đa °C (°F)                                                                    | 16.5 (61.7)                                           | 19.7 (67.5)                                           | 24.7 (76.5)                                           | 30.2 (86.4)                                           | 35.3 (95.5)                                           | 39.2 (102.6)                                          | 39.6 (103.3)                                          | 38.2 (100.8)                                          | 35.4 (95.7)                                           | 30.6 (87.1)                                           | 23.8 (74.8)                                           | 18.4 (65.1)                                           | 29.3 (84.7)                                           |
| Trung bình ngày °C (°F)                                                                           | 10.7 (51.3)                                           | 13.6 (56.5)                                           | 18.5 (65.3)                                           | 23.8 (74.8)                                           | 28.8 (83.8)                                           | 32.8 (91.0)                                           | 33.6 (92.5)                                           | 32.0 (89.6)                                           | 28.9 (84.0)                                           | 24.0 (75.2)                                           | 17.5 (63.5)                                           | 12.4 (54.3)                                           | 23.0 (73.4)                                           |
| Tối thiểu trung bình ngày °C (°F)                                                                 | 4.8 (40.6)                                            | 7.6 (45.7)                                            | 12.3 (54.1)                                           | 17.4 (63.3)                                           | 22.4 (72.3)                                           | 26.4 (79.5)                                           | 27.6 (81.7)                                           | 25.8 (78.4)                                           | 22.3 (72.1)                                           | 17.4 (63.3)                                           | 11.2 (52.2)                                           | 6.4 (43.5)                                            | 16.8 (62.2)                                           |
| Thấp kỉ lục °C (°F)                                                                               | −9.0 (15.8)                                           | −5.0 (23.0)                                           | −3.0 (26.6)                                           | 4.0 (39.2)                                            | 9.5 (49.1)                                            | 18.0 (64.4)                                           | 19.0 (66.2)                                           | 15.0 (59.0)                                           | 11.0 (51.8)                                           | 6.0 (42.8)                                            | −2.0 (28.4)                                           | −7.0 (19.4)                                           | −9.0 (15.8)                                           |
| Lượng Giáng thủy trung bình mm (inches)                                                           | 12.0 (0.47)                                           | 8.9 (0.35)                                            | 12.2 (0.48)                                           | 9.7 (0.38)                                            | 5.5 (0.22)                                            | 0.6 (0.02)                                            | 0.9 (0.04)                                            | 0.6 (0.02)                                            | 0.2 (0.01)                                            | 0.9 (0.04)                                            | 2.2 (0.09)                                            | 5.1 (0.20)                                            | 58.8 (2.31)                                           |
| Số ngày giáng thủy trung bình (≥ 1.0 mm)                                                          | 2.1                                                   | 1.8                                                   | 2.7                                                   | 2.3                                                   | 1.1                                                   | 0.2                                                   | 0.1                                                   | 0.1                                                   | 0.1                                                   | 0.4                                                   | 0.6                                                   | 1.2                                                   | 12.7                                                  |
| Số ngày tuyết rơi trung bình                                                                      | 0.4                                                   | 0.1                                                   | 0.0                                                   | 0.0                                                   | 0.0                                                   | 0.0                                                   | 0.0                                                   | 0.0                                                   | 0.0                                                   | 0.0                                                   | 0.0                                                   | 0.2                                                   | 0.7                                                   |
| Độ ẩm tương đối trung bình (%)                                                                    | 46                                                    | 41                                                    | 36                                                    | 31                                                    | 26                                                    | 21                                                    | 21                                                    | 21                                                    | 22                                                    | 27                                                    | 34                                                    | 42                                                    | 30                                                    |
| Số giờ nắng trung bình tháng                                                                      | 234.1                                                 | 223.8                                                 | 239.5                                                 | 258.3                                                 | 311.2                                                 | 331.4                                                 | 338.4                                                 | 336.8                                                 | 306.6                                                 | 296.8                                                 | 260.4                                                 | 240.2                                                 | 3.377,5                                               |
| Nguồn: Tổ chức Khí tượng Iran (tài liệu), (nhiệt độ), (lượng mưa), (độ ẩm), (ngày có mưa), (nắng) |                                                       |                                                       |                                                       |                                                       |                                                       |                                                       |                                                       |                                                       |                                                       |                                                       |                                                       |                                                       |                                                       |

### Động đất năm 2003
- BBC news report
- CNN news report
- CNN report on rescue efforts
- IRINNews.org "Special on Bam three months on"
- IRINNews.org "Tehran lowers Bam earthquake toll"
- ICOMOS Heritage at Risk 2004/2005: The Bam Earthquake
- UNESCO World Heritage in Danger 2004 - Iran: Glimmers of hope in Bam

### Tái thiết sau động đất
- Reconstruction efforts in quake-devastated Bam continue two years on Lưu trữ ngày 5 tháng 8 năm 2012 tại Wayback Machine
- Bam: Five Years After Lưu trữ ngày 30 tháng 10 năm 2012 tại Wayback Machine
- Arg-e Bam – The BAM Citadel – Film Documentary:
- Arg e Bam Movie Documentary – The BAM Citadel